# Чарих

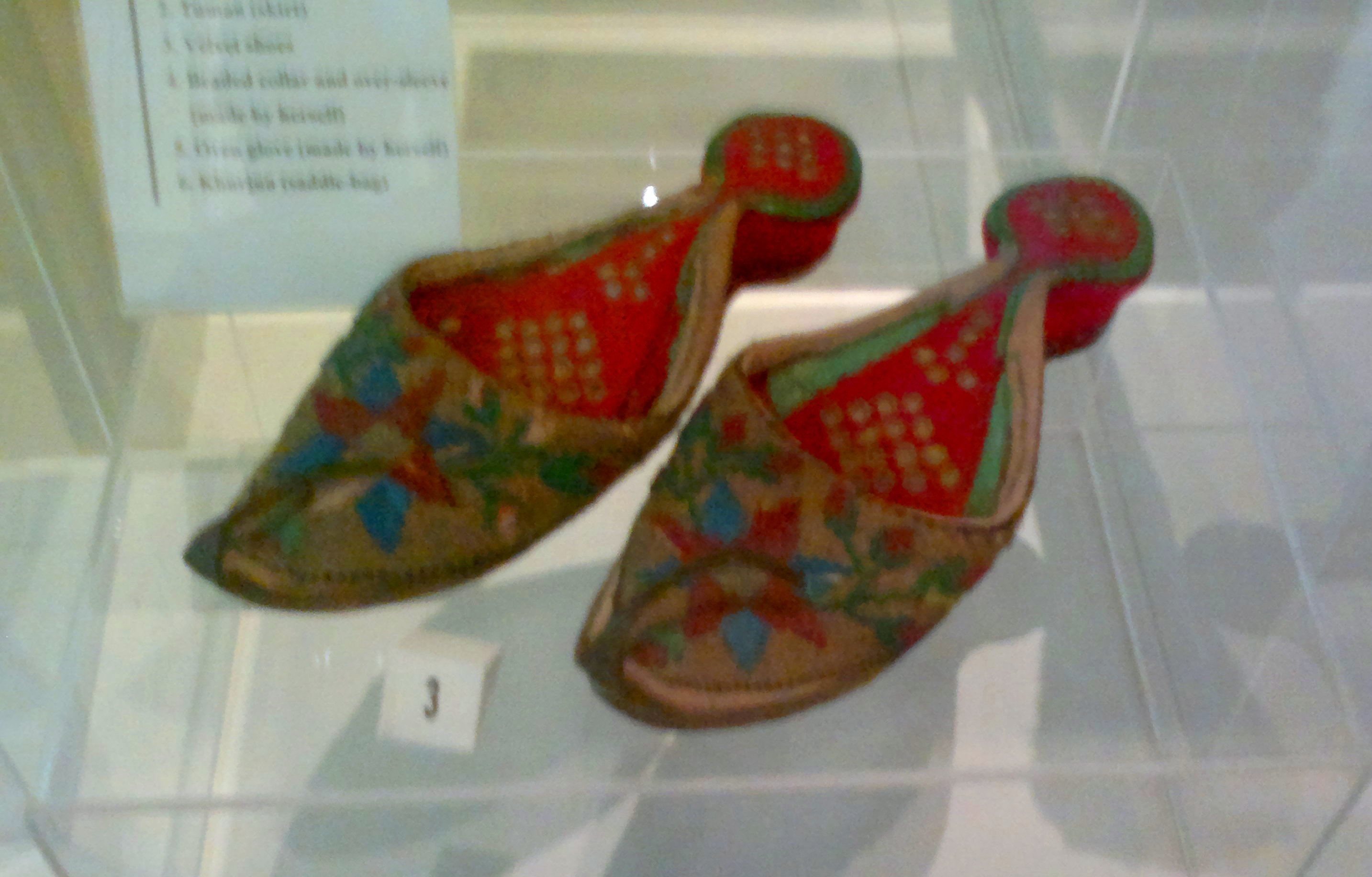
Чарих, що належав азербайджанській поетесі Хуршидбану Натаван в Музеї історії Азербайджану (Баку)

Чарих (азерб. Çarıq) — азербайджанське національне взуття.
Чарих був найпоширенішим видом взуття у азербайджанців, особливо серед селян.  Чарих шився або з сирицевої шкіри великої рогатої худоби, яка оброблялась самими ж селянами, або зі шкіри, яка оброблялась більш досконалим способом. Останні чарихи були більш дорогими, тому носилися заможними селянами.
Чарих надягали поверх вовняних шкарпеток або обмоток з бавовняної тканини. Бідні селяни носили Чарих весь час, як повсякденно, так і в святкові дні.
Зав'язувалися вони двома типами шнурків — або плетеним вовняним, або ж скрученим. Довжина кожного Чариха доходила до 130—150 сантиметрів. Якщо шкарпетку надягали до коліна, то використовували довгий шнур.